# شكل ليشتنبرغ

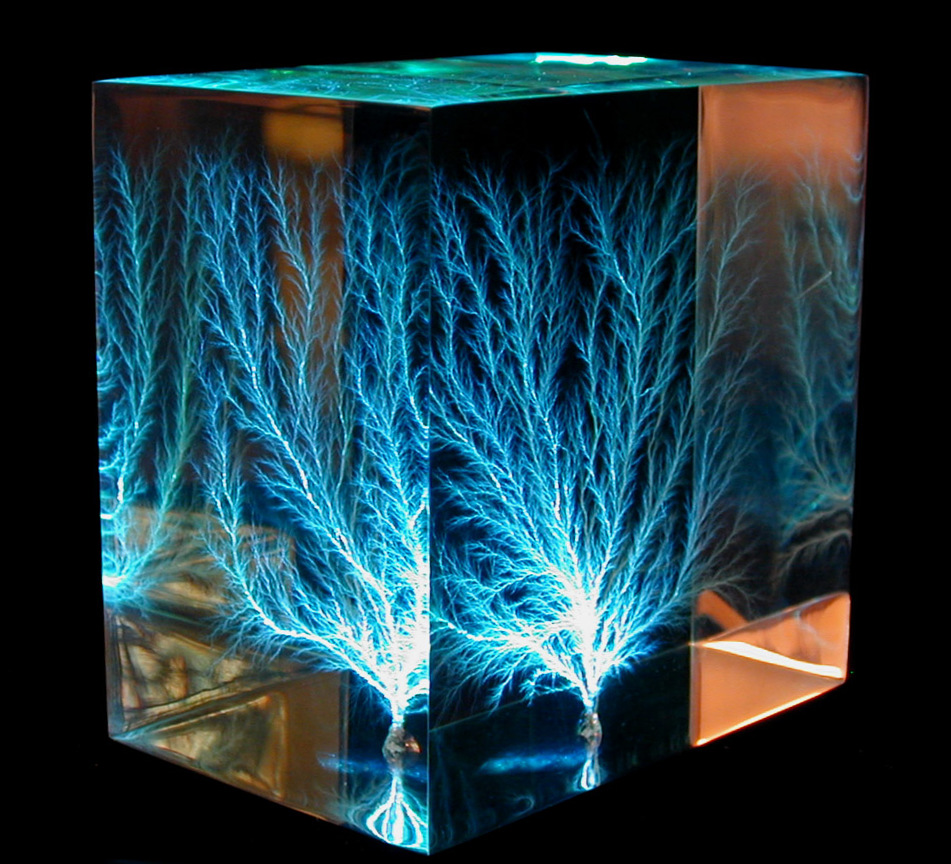
عمل فني يمثل شكل ليشتنبرغ على هيئة أشجار مضيئة

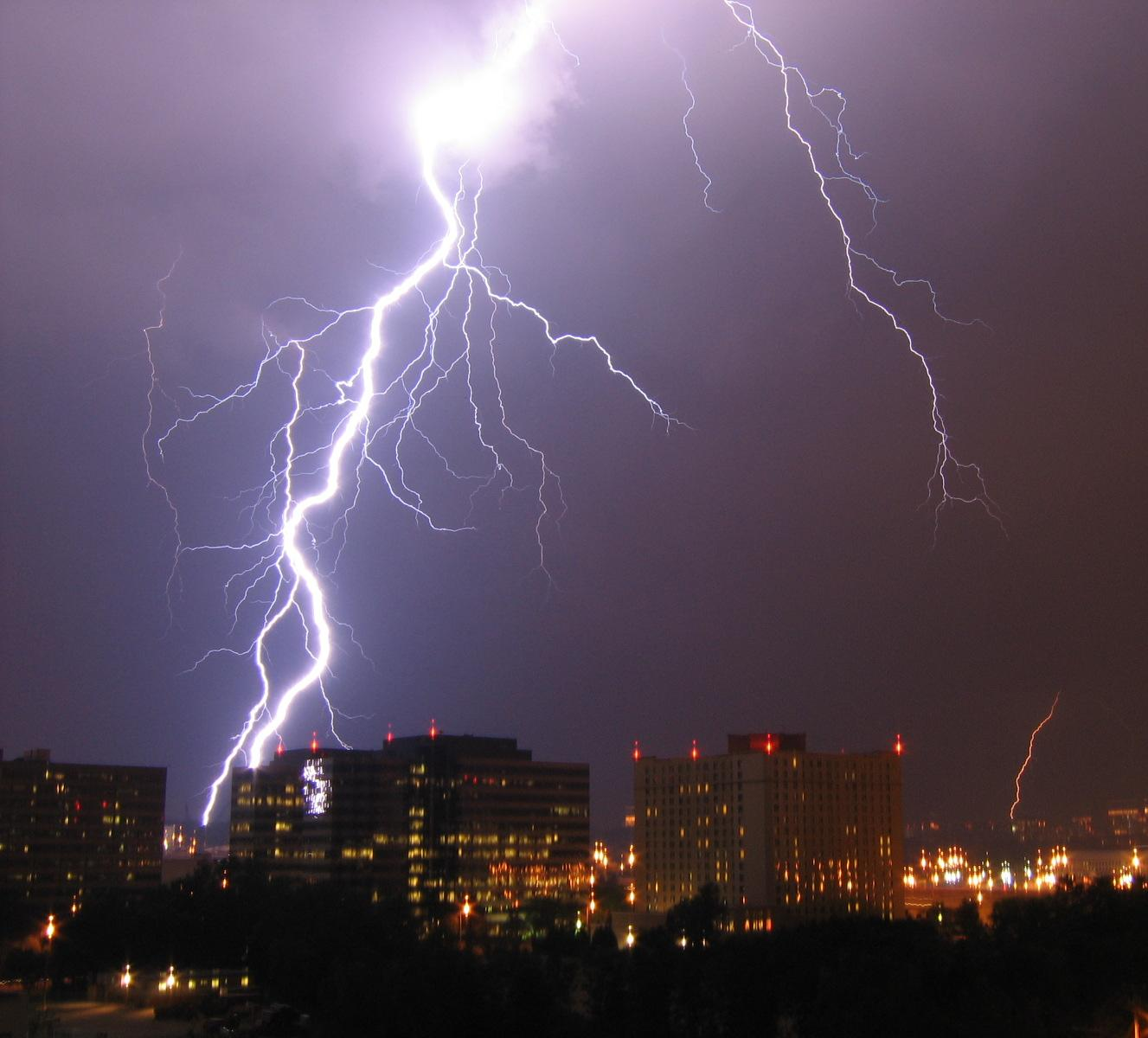
البرق هو شكل ليشتنبرغ ثلاثي الأبعاد يحدث بشكل طبيعي

شكل ليشتنبرغ (ملاحظة 1) (Lichtenberg figure) وهو شكل متفرع يبديه تفريغ الكهرباء أحياناً على سطح أو داخل المواد العازلة كهربائياً. تنسب هذه الظاهرة إلى الفيزيائي الألماني غيورغ كريستوف ليشتنبرغ، الذي وصفها لأول مرة أواخر القرن الثامن عشر. عندما يتعرض أحدهم لضربة صاعقة فمن الممكن أن يظهر شكل ليشتنبرغ على الجلد خلال 24 ساعة من الحادثة.

## خلفية
سُميت أشكال ليشتنبرغ تيمنًا بالفيزيائي الألماني جورج كريستوف ليشتنبرغ، الذي اكتشفها ودرسها في الأصل. عند اكتشافها، كان يُعتقد أن أشكالها المميزة قد تساعد في الكشف عن طبيعة "السوائل" الكهربائية الموجبة والسالبة.
عام 1777، صنع ليشتنبرغ مُولِّد كهربائي كبير لتوليد كهرباء ساكنة عالية الجهد عن طريق الحث. بعد تفريغ نقطة عالية الجهد على سطح عازل، سجل الأنماط الشعاعية الناتجة عن طريق رش مواد مسحوقة مختلفة على السطح. ثم ضغط أوراقًا فارغة على هذه الأنماط، وتمكن ليشتنبرغ من نقل هذه الصور وتسجيلها، مكتشفًا بذلك المبدأ الأساسي للتصوير الجاف الحديث.
كان هذا الاكتشاف أيضًا رائد لعلم فيزياء البلازما الحديث. على الرغم من أن ليشتنبرغ درس الأشكال ثنائية الأبعاد فقط، إلا أن باحثي الجهد العالي المعاصرين يدرسون الأشكال ثنائية وثلاثية الأبعاد (الأشجار الكهربائية) على المواد العازلة وداخلها.

## التشكيل
يمكن إنتاج أشكال ليشتنبرغ ثنائية الأبعاد (2D) بوضع إبرة حادة الرأس عمودية على سطح صفيحة غير موصلة، مثل الراتنج أو الإيبونيت أو الزجاج. توضع النقطة قريبة جدًا من الصفيحة أو ملامسة لها. يُطبق مصدر جهد عالي، مثل جرة ليدن (نوع قديم من المكثفات)، أو مولد كهرباء ساكنة، على الإبرة، عادةً من خلال فجوة شرارة. يُحدث هذا تفريغ كهربائي صغير مفاجئ على طول سطح الصفيحة، مما يؤدي إلى ترسب مناطق متشابكة من الشحنات على سطح الصفيحة. تُختبر هذه المناطق المشحونة بعد ذلك برش خليط من مسحوق زهور الكبريت والرصاص الأحمر (Pb3O4 أو رباعي أكسيد الرصاص) على الصفيحة.

## على الخشب

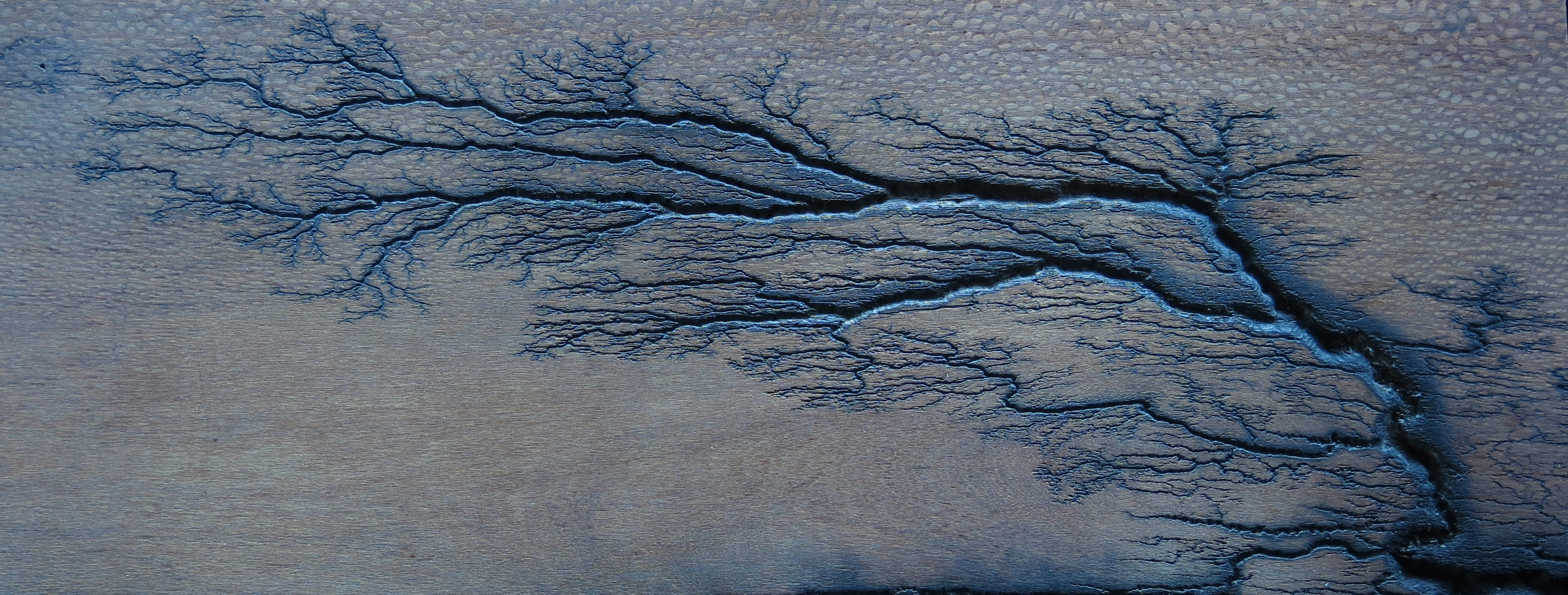
Lichtenberg branching figure in leopardwood.

يمكن أيضًا ظهورأشكال ليشتنبرغ على الخشب. يؤثر نوع الخشب وأنماطه على شكل شكل ليشتنبرغ الناتج. عند وضع طبقة من المحلول الكهربائي على سطح الخشب، تنخفض مقاومة السطح بشكل ملحوظ. ثم يُوضع قطبان كهربائيان على الخشب ويُمرر عبرهما جهد كهربائي عالي. يتسبب التيار الكهربائي المنبعث من القطبين في تسخين سطح الخشب حتى يغلي المحلول الكهربائي ويحترق السطح الخشبي. ولأن سطح الخشب المتفحم موصل للكهرباء بشكل ضعيف، سيحترق سطح الخشب بنمط متجه نحو الخارج من القطبين. قد يكون تطبيق الحرق الكسوري على الخشب خطيرًا؛ إذ يؤدي إلى وفيات كل عام بسبب الصعق الكهربائي.

## معرض الصور

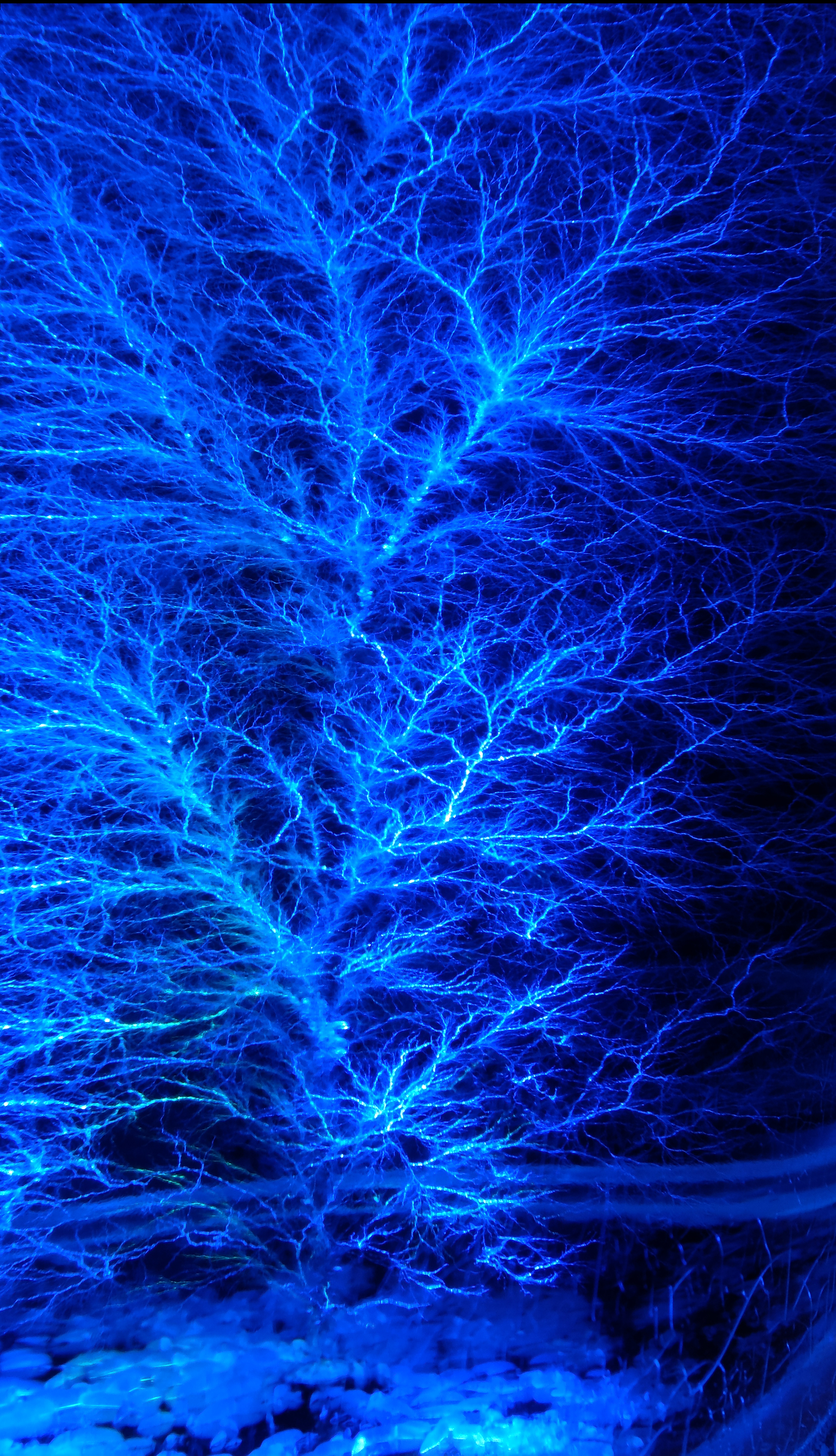
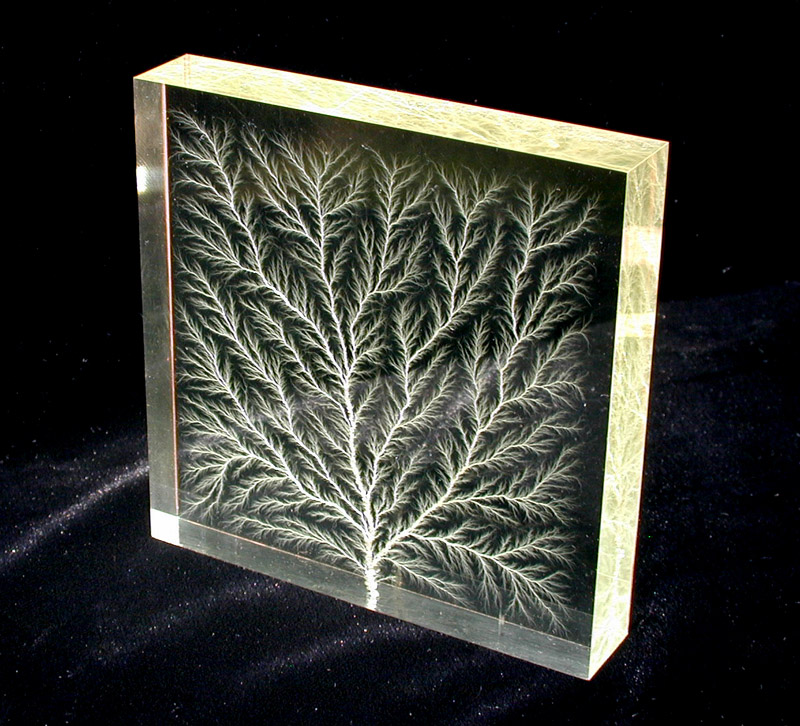
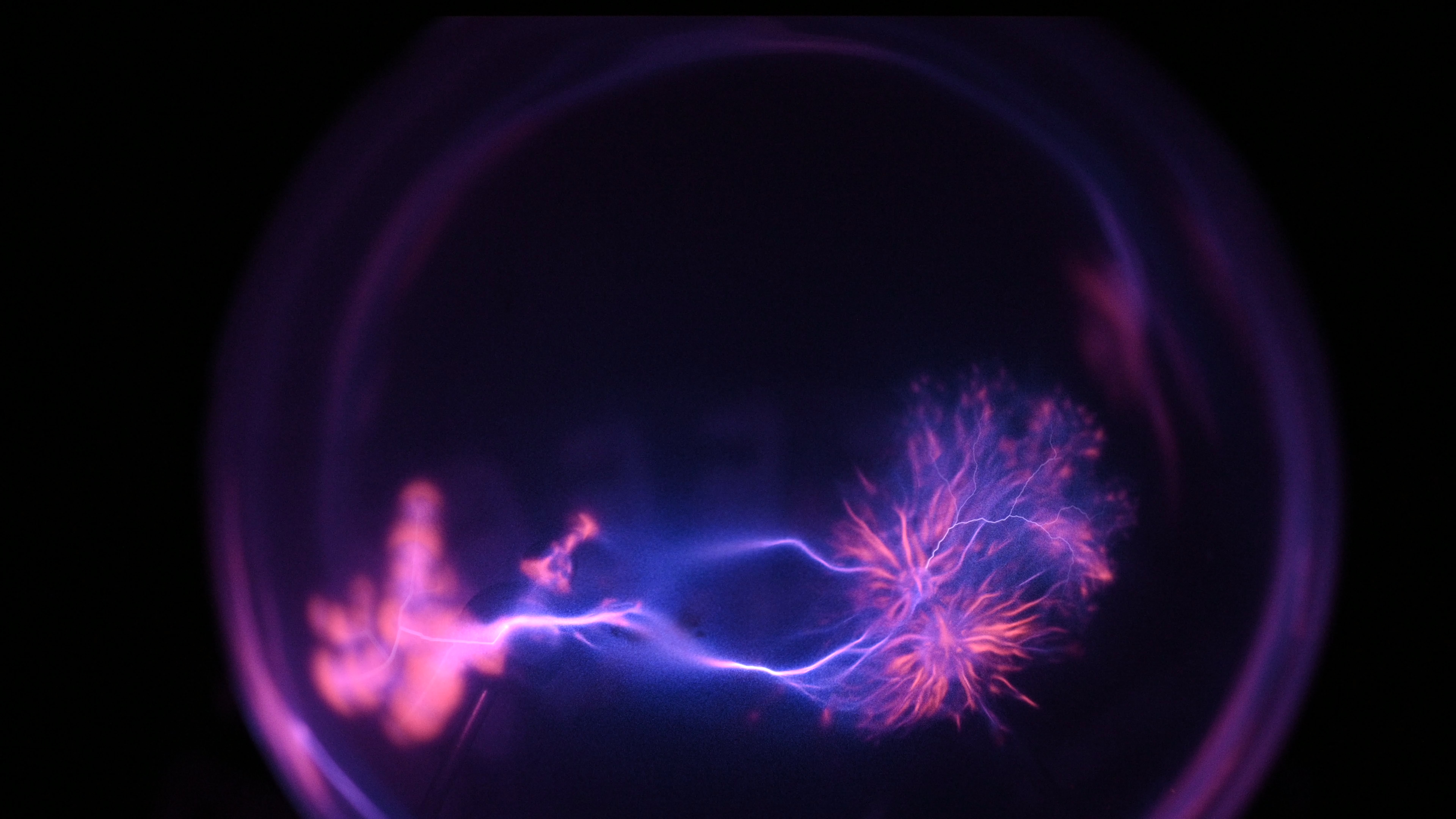
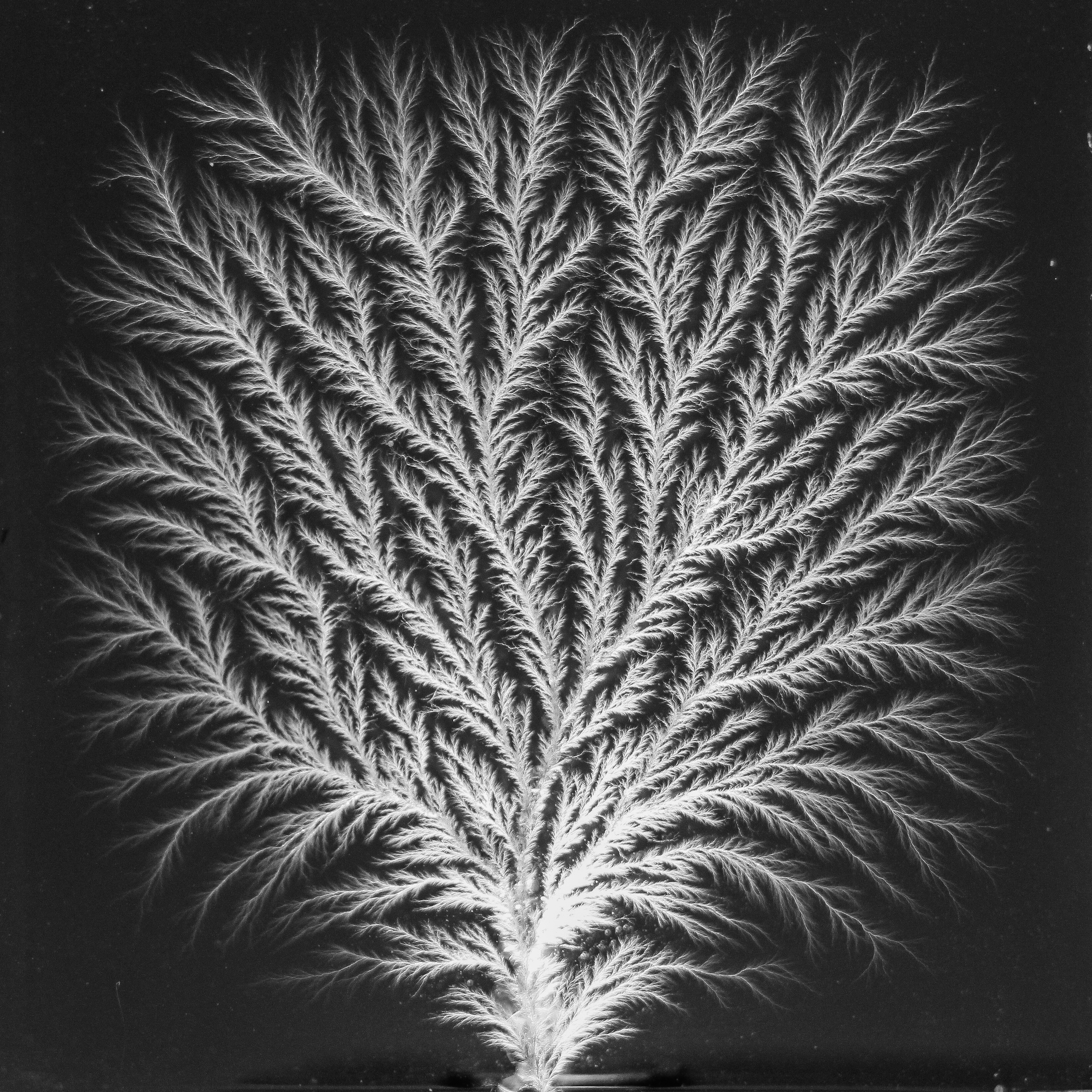
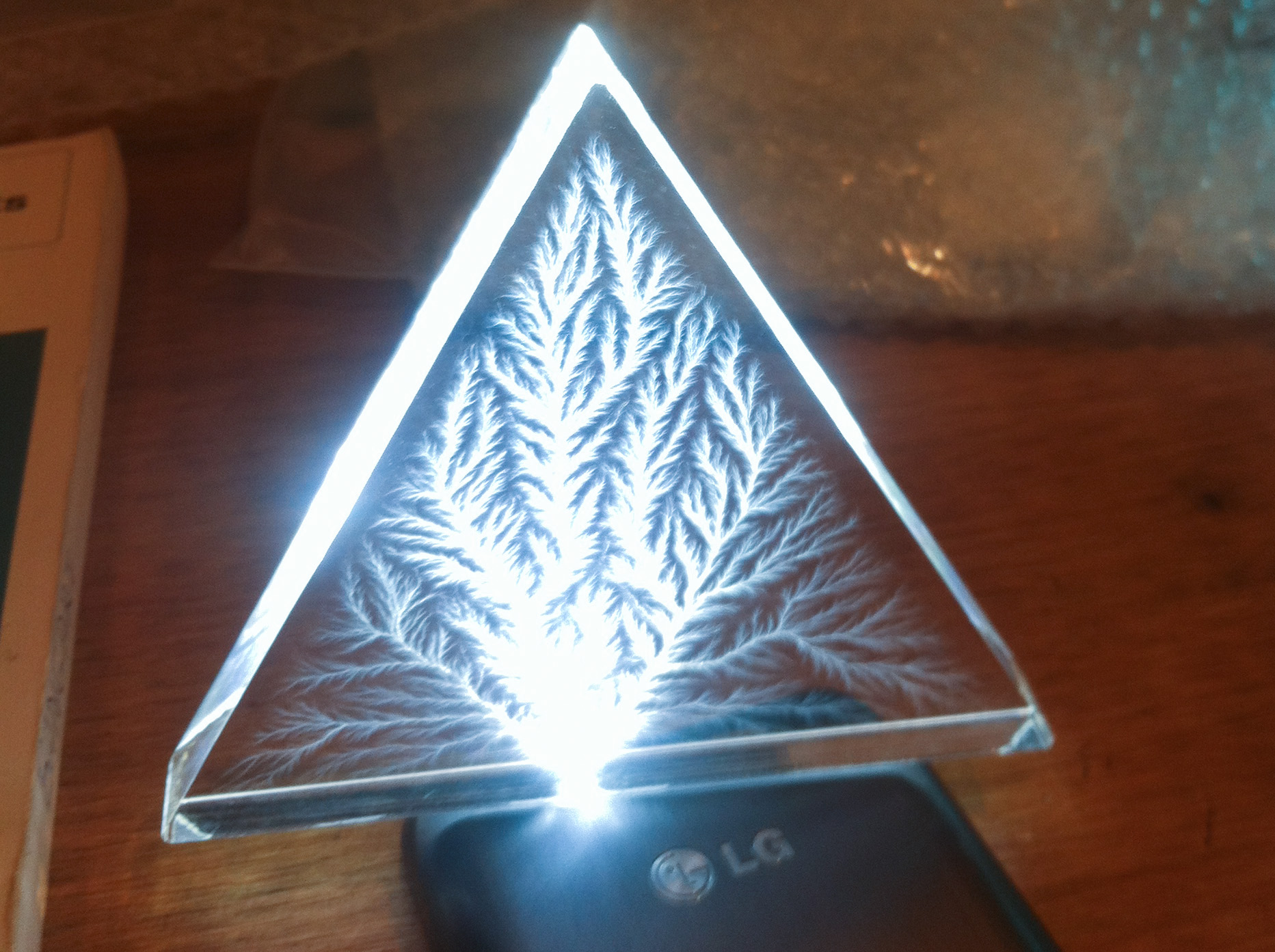
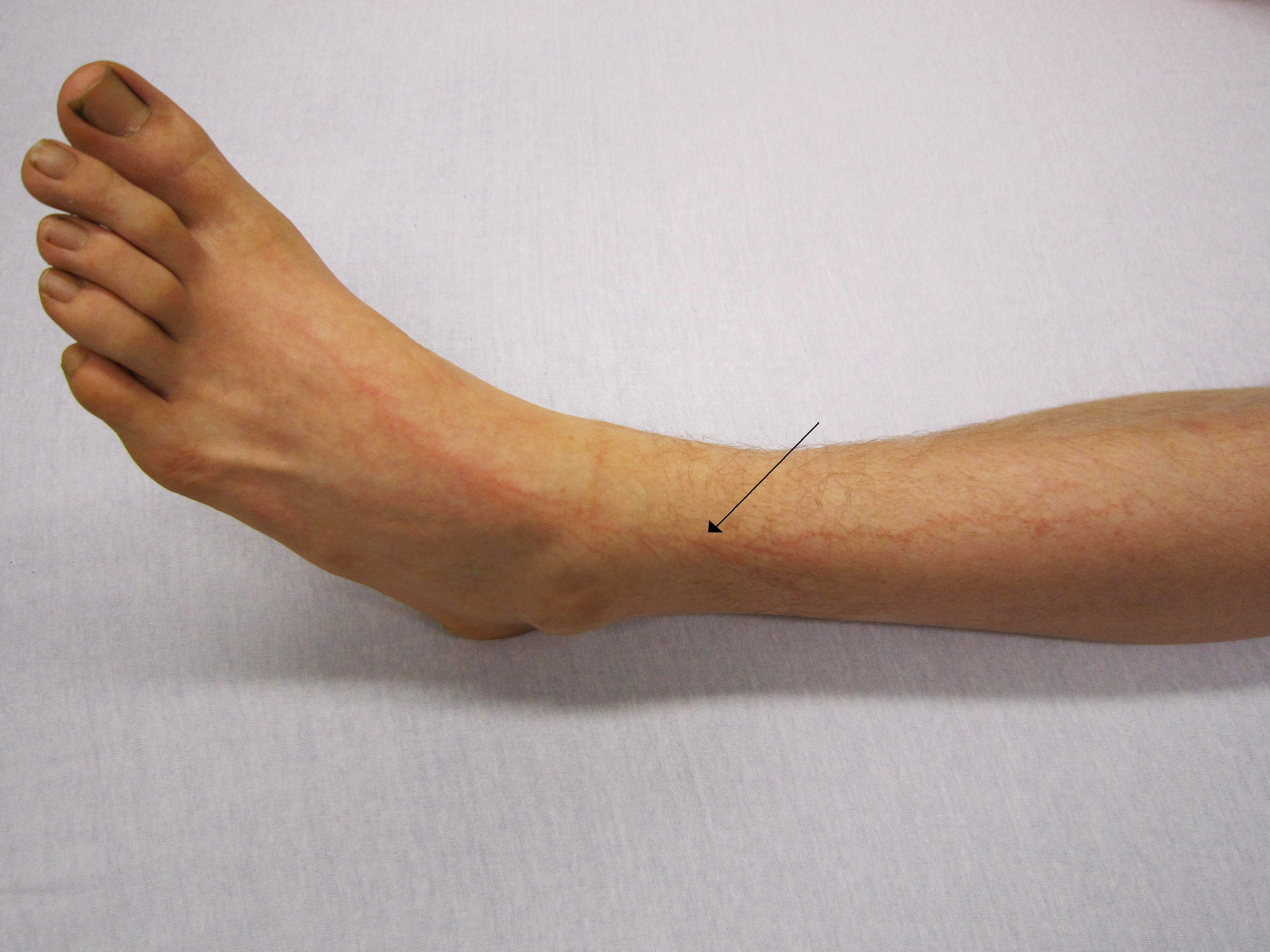
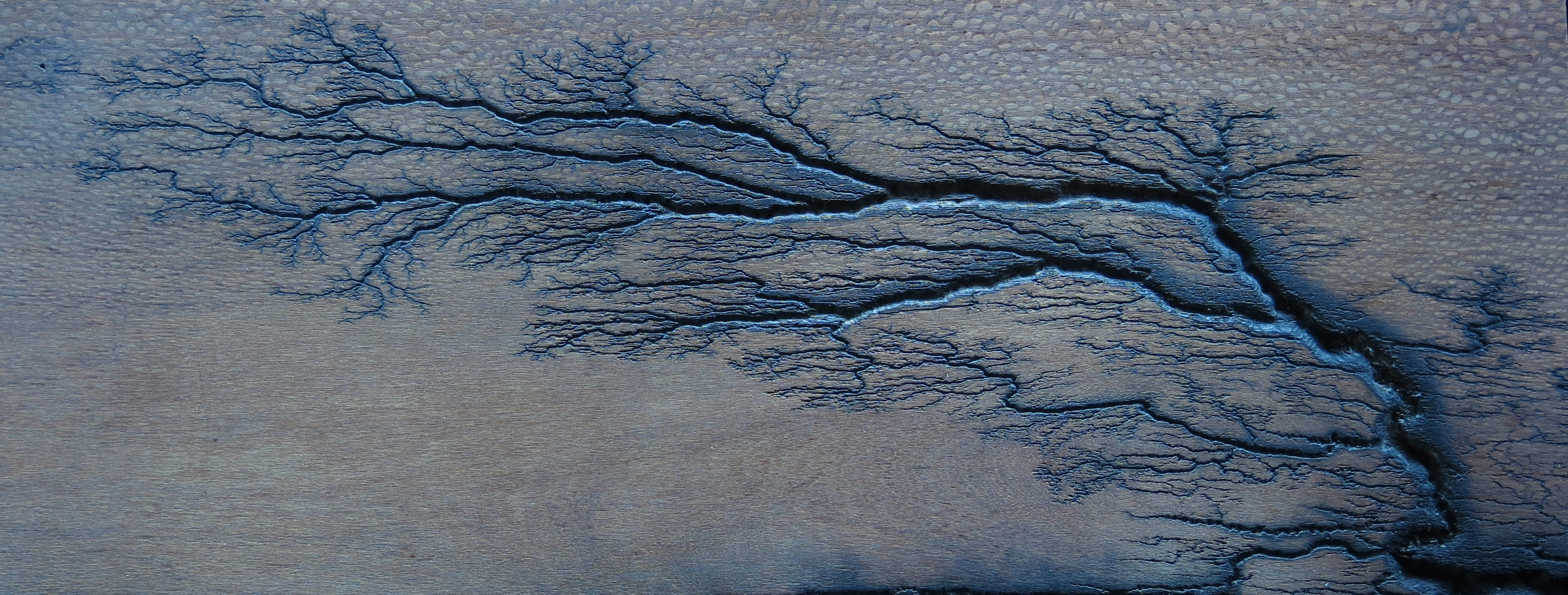
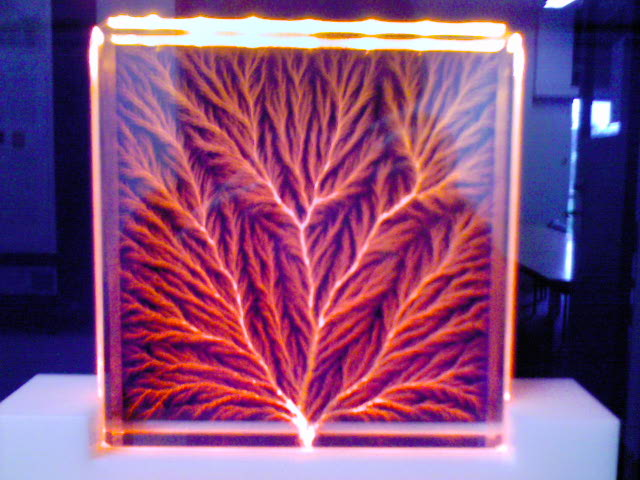
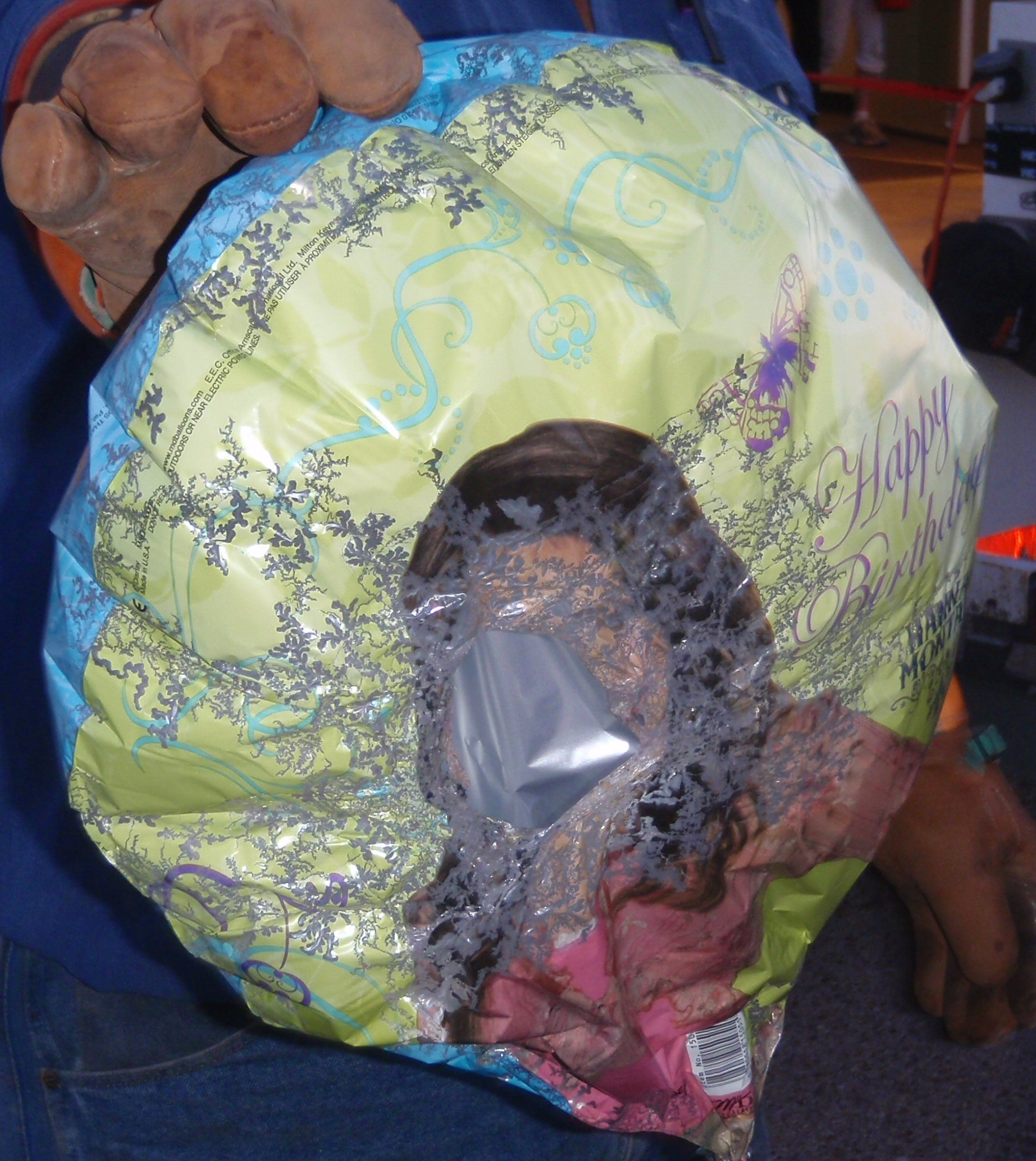

## انظر ايضا
- تاج الحياء
- هالة كيرليان
- أنماط في الطبيعة
- Dielectric breakdown model
- Fractal curve
- Lightning burn
- Diffusion-limited aggregation

## الهوامش
- ملاحظة 1 يقابله باللغة الألمانية Lichtenberg-Figuren